# Заради всього людства
«Заради всього людства» (англ. For All Mankind) — американський науково-фантастичний серіал, створений Рональдом Д. Муром, Меттом Волпертом та Беном Недіві для сервісу Apple TV+.
Серіал демонструє альтернативну історію, де СРСР зміг першим висадити людину на Місяць. Це завдає сильного удару по політиці США, проте американці не опускають руки та прагнуть надолужити втрачені досягнення й перевершити Радянський Союз.
Серіал було продовжено на другий сезон ще до дня прем'єри, яка відбулася 1 листопада 2019 року. Третій сезон розпочався 10 червня 2022 року. У серпні 2022 серіал продовжили на четвертий сезон. Сценаристи запланували сім сезонів, які охоплять 70 років альтернативної історії.
Назва серіалу відсилає до фрази «Ми прийшли з миром заради всього людства», якою завершувалася новина про висадку американців на Місяць, і яка міститься на дошці, яку астронавти лишили на місці висадки.

## Тло серіалу
Перша висадка людини на Місяць стала великою перемогою для США, а також фіналом космічних перегонів з СРСР. Але як розвивалися б події якщо ці перегони й далі тривали?
Сюжет серіалу побудований на альтернативній історії, де СРСР зміг першим висадити радянського громадянина Олексія Леонова на Місяць. Цю подію назвали «Червоний Місяць» і вона ледь не зруйнувала НАСА. Але його співробітники не здалися та кинули другий виклик Радянському Союзу з метою довести, що ніколи не треба відмовлятися від надії на нові досягнення.
Перший сезон розповідає про спроби США та СРСР закріпитися на Місяці, збудувавши там базу, та охоплює період з 1969 по 1975 рік. Американцям вдається висадитися на Місяці, проте репутація НАСА лишається підірвана. В центрі сюжету — вигадані астронавти Ед Болдвін, Ґордо Стівенс, Даніель Пул та їхні колеги, що намагаються вирішити технічні, політичні та особисті проблеми, зумовлені їхньою місією. Світова історія внаслідок продовження конкуренції наддержав у космосі йде іншим шляхом. Так, СРСР не вводить війська в Афганістан, В'єтнамська війна завершується значно раніше, а Рональда Рейгана обирають президентом на наступний термін.
Другий сезон зосереджений на загостренні протистояння між США та СРСР. Події розгортаються впродовж 1983 року. Обидві держави мають достатньо великі бази, щоб зайнятися промисловим видобутком корисних копалин. Конфлікти на Місяці загрожують стати приводом для Третьої світової війни. Розвиток космічних технологій зумовлює раннє поширення електромобілів і термоядерної енергетики.
Третій сезон описує змагання між США та СРСР у першості за висадку людини на Марс. Проте крім НАСА висадити людину хоче також приватна компанія «Helios Aerospace». Герої попередніх сезонів опиняються в протиборчих організаціях. Астронавтам потрібно не лише досягнути червоної планети, а й заснувати там базу і вижити до наступного «вікна» польоту (коли відстань від Марса до Землі найменша). Даніель та Ед приєднуються до місії, а також син Ґордо — Денні, дочка Еда — Келлі та інші. Дія відбувається між 1992 і 1995 роком. Історія тут змінюється ще більше: СРСР не розпадається, Північна Корея не опиняється в міжнародній ізоляції та починає власну космічну програму, космічний туризм стає буденністю ще на початку 1990-х, президентом США вперше стає жінка — колишня астронавтка Еллен.
Події четвертого сезону розпочинаються у 2003 році. В центрі сюжету перебуває боротьба Землі та марсіанської колонії «Щаслива долина» за астероїд, багатий рідкісними металами. З нових головних персонажів з'являється Майлз Дейл, який прилетів на Марс заради збагачення, проте опиняється в складних обставинах конкуренції декількох угрупувань колоністів. СРСР стає більш ворожим до США, тим часом як Марго повертається на батьківщину для допомоги в перехопленні астероїда.

## Сезони
| Сезон | Епізоди | Епізоди | Оригінальний випуск | Оригінальний випуск |
| Сезон | Епізоди | Епізоди | Перший випуск       | Останній випуск     |
| ----- | ------- | ------- | ------------------- | ------------------- |
| 1     | 10      | 10      | 1 листопада 2019    | 20 грудня 2019      |
| 2     | 10      | 10      | 19 лютого 2021      | 23 квітня 2021      |
| 3     | 10      | 10      | 10 червня 2022      | 12 серпня 2022      |
| 4     | 10      | 10      | 10 листопада 2023   | 12 січня 2024       |

## Епізоди

### Перший сезон
| № серії | Назва серії               | Режисер(и)           | Сценарист(и)                               | Оригінальна дата виходу |
| --- | ------------------------- | -------------------- | ------------------------------------------ | ----------------------- |
| 1 | «Червоний Місяць»         | Сет Ґордон           | Рональд Д. Мур, Метт Волперт та Бен Нідіві | 1 листопада 2019        |
| У червні 1969 року радянці несподівано висаджуються на Місяці. Олексій Леонов стає першою людиною на Місяці, де виголошує промову про зверхність марксистсько-ленінського ладу. НАСА переживає кризу, командир корабля «Аполлон-10», що виконував випробувальний політ, Едвард «Ед» Болдвін, розповідає журналістам як НАСА могли здійснити посадку й вибороти першість у космічній гонці. З запізненням, американський корабель «Аполлон-11» сідає на Місяць, хоча й не без проблем. Ніл Армстронґ і Базз Олдрін доповідають про успіх місії та вирушають додому. |                           |                      |                                            |                         |
| 2 | «Він збудував “Сатурн V”» | Сет Ґордон           | Метт Волперт та Бен Нідіві                 | 1 листопада 2019        |
| НАСА планує здобути першість у будівництві бази на Місяці. Директор НАСА Вернер фон Браун виступає проти наказу президента Ніксона на це, що загрожує його кар'єрі. Ніксон користується компроматом на директора про його колишню співпрацю з нацистами. Болдвіна затверджують командиром наступної експедиції «Аполлона-15». СРСР висаджує на Місяць першу жінку Анастасію Бєлікову. |                           |                      |                                            |                         |
| 3 | «Жінки Ніксона»           | Аллен Култер         | Ніколь Бітті                               | 1 листопада 2019        |
| Дік Слейтон тепер повинен натренувати американських астронавток, серед них першу темношкіру астронавтку. Дружина астронавта Ґордо Стівенса, Трейсі, викликається летіти на Місяць. Автоматичний зонд виявляє на Місяці лід, де й планується влаштувати базу. Одна з астронавток гине під час випробування. |                           |                      |                                            |                         |
| 4 | «Основний екіпаж»         | Аллен Култер         | Нарен Шанкар                               | 8 листопада 2019        |
| Загибель астронавтки призводить до національних дебатів на фоні наближення виборів. В'єтнамська війна завершується. Тим часом радянські астронавти при черговій висадці зазнають аварії, що дає НАСА фору в будівництві бази. Дік замінює Ґордо Стівенса на Моллі Коб і «Аполлон-15» стартує до Місяця, щоб заснувати там базу. |                           |                      |                                            |                         |
| 5 | «У безодню»               | Серхіо Міміка-Ґеззан | Девід Ведл та Бредлі Томпсон               | 15 листопада 2019       |
| Ед та екіпаж змінюють місце посадки «Аполлона-15» з огляду на відкритий поклад льоду. Болдвін і Коб висаджуються в кратері Шеклтона попри небезпеку. А чоловік астронавтки Даніель Пул, Клейтон, повертається з В'єтнамської війни і вступає у конфлікт з Ґордо. В 1973 вдається заснувати базу «Джеймстаун». |                           |                      |                                            |                         |
| 6 | «Знову вдома»             | Серхіо Міміка-Ґеззан | Стефані Шеннон                             | 22 листопада 2019       |
| 1974 рік, на Місяці діє американська база «Джеймстаун». Але вибух ракети «Аполлона-23» під час старту наступної зміни завершується загибеллю астронавтів. Поточний екіпаж бази змушений лишитися на Місяці. В вибусі підозрюють радянських диверсантів. Ніксон змушений вибачатися за Вотерґейтський скандал. А СРСР розміщує поблизу «Джеймстауна» власну базу «Зірка». |                           |                      |                                            |                         |
| 7 | «Привіт Бобе»             | Меера Менон          | Рональд Д. Мур                             | 28 листопада 2019       |
| Поки триває розслідування вибуху, Ед, Ґордо й Даніель долають проблеми під час місії на «Джеймстауні». Астронавти змушені залишитися на Місяці довше, ніж планувалося. Астронавтці Елен Вейверлі доводиться одружитися з колегою-чоловіком Ларрі аби уникнути підозр у гомосексуальності, що загрожують кар'єрі. Син Болдвіна на Землі гине в аварії. |                           |                      |                                            |                         |
| 8 | «Розрив»                  | Меера Менон          | Ніколь Бітті                               | 6 грудня 2019           |
| НАСА готує зміну для місії «Джеймстаун», а Карен очікує новин у лікарні. Болдвін лишається на базі, щоб слідкувати за «Зіркою» та отримує з неї лист співчуття, ще не знаючи про смерть сина. Він виявляє приховану камеру радянців та знищує її. |                           |                      |                                            |                         |
| 9 | «Поранений птах»          | Джон Дал             | Девід Ведл та Бредлі Томпсон               | 13 грудня 2019          |
| Несправності загрожують екіпажу «Аполлона-24», відправленого забрати Болдвіна. Для його ремонту терміново запускають «Аполлон-25». Під час ремонту гине один з членів екіпажу, а «Аполлон-24» збивається з курсу. Радянський астронавт заходить на територію, закріплену за США, проте змушений просити про допомогу в американців, коли в нього закінчується кисень. Ед постає перед вибором — допомогти чи вбити його як шпигуна. |                           |                      |                                            |                         |
| 10 | «Місто на пагорбі»        | Джон Дал             | Метт Волперт та Бен Нідіві                 | 20 грудня 2019          |
| Екіпаж «Аполлона-24» продовжує політ попри все. Болдвін допитує радянського астронавта. В польоті «Аполлон-24» втрачає паливо і Болдвін організовує рятувальну місію з поверхні Місяця. Він вирушає на посадковому модулі на стикування з «Аполлоном-24» і незвичайним чином потрапляє всередину. До 1983 року готується розширення бази. Ракета «Sea Dragon» стартує з Тихого океану з вантажем плутонію. |                           |                      |                                            |                         |

### Другий сезон
| № серії | Назва серії                  | Режисер(и)            | Сценарист(и)                  | Оригінальна дата виходу |
| --- | ---------------------------- | --------------------- | ----------------------------- | ----------------------- |
| 11 | «Кожна дрібниця»             | Майкл Морріс          | Рональд Д. Мур                | 19 лютого 2021          |
| У 1983 році базу «Джеймстаун» розширено та обладнано ядерним реактором. Там проживають Моллі, а також Еллен, Віббо та інші астронавти. Завдяки космічним технологіям на Землі розвиваються електромобілі та комп'ютери. Ед керує польотами астронавтів, Карен стала власницею бару «Аванпост», і вони удочерили дічинку Келлі, яка працює з Карен. На «Джеймстауні» Елен з чекає повернення додому. На Місяці Трейсі оголошує про одруження з іншим чоловіком у прямому ефірі, що гніває Ґордо. Тим часом на сонці стається потужний спалах, станція «Скайлеб» та «Джеймстаун» опиняються в небезпеці під космічним випромінюванням. Астронавти на Місяці змушені терміново шукати укриття, Моллі знаходить прихисток у печері, але покидає її, щоб урятувати колегу. Спалах виводить з ладу кілька супутників США й СРСР, обидві держави підозрюють одна одну, що під прикриттям спалаху може статися диверсія. |                              |                       |                               |                         |
| 12 | «По лезу ножа»               | Майкл Морріс          | Метт Волперт і Бен Недіві     | 26 лютого 2021          |
| Моллі, Еллен та Віббо повертаються на Землю, де Моллі виявляє, що її здоров'я похитнулося внаслідок дози протонного випромінювання. Елен займає нову посаду в NASA і намагається протистояти закликам скоротити фінансування польоту на Марс. Її асистентка Марґо отримує завдання влаштувати зустріч американських і радянських астронавтів, щоб зняти напруженість між США та СРСР, але це може скомпрометувати секретну технологію NASA. Даніель після спілкування з Едом та Гордо бажає повернутися на Місяць. Ґордо почувається непотрібним і забутим на Землі. Ед призначає Даніеля та Ґордо в наступну місію на «Джеймстауні». |                              |                       |                               |                         |
| 13 | «Правила застосування зброї» | Ендрю Стентон         | Стефані Шеннон                | 5 березня 2021          |
| Радянці захопили родовище літію на Місяці, про яке знали тільки американці. Рада вирішує послати на «Джеймстаун» спецпризначенців для захисту родовища. Марґо намагається влаштувати імігрантку Алейду, пропонуючи їй посаду системного інженера в НАСА, дізнавшись від хлопця Алейди, Дейві, що її депортують, якщо вона не зможе влаштуватися на роботу. Дейві переконує її прийняти роботу в НАСА, але це врешті призводить до їхнього розлучення. Келлі чітко дає зрозуміти батькам, що хоче вчитися у Військово-морській академії в Аннаполісі, проти чого вони виступають проти. |                              |                       |                               |                         |
| 14 | «Слідопит»                   | Ендрю Стентон         | Девід Віддл & Брендлі Томпсон | 12 березня 2021         |
| Ед призначається командиром місії наступного покоління космічних човників «Pathfinder», після того, як Карен закликала його повернутися в космос саме зараз, коли Келлі їде вчитися в Аннаполіс. Ед просить Моллі Кобб зайняти його посаду начальника Управління космонавтів, і вона погоджується. Даніель Пул відвідує названу матір після самогубства свого чоловіка Клейтона. Вони сперечаються чи варто освоювати Місяць, якщо на Землі не дбають про ветеранів. Даніель вважає, що її ігнорують через колір шкіри, і вимагає від Еда командувати місією човника. Незабаром Еда викликають на нараду, де він оголошує, що Даніель командуватиме місією «Аполлон — Союз». Ґордо переживає з приводу місії, він панікує, коли шолом його нового скафандра не відкривається, а потім йому ввижаються мурахи, що Ґордо вважає ознакою свого божевілля. Ед заспокоює його і обоє здійснюють тренувальний політ на мис Канаверал. Під час польоту вони змагаються у виконуванні трюків, літак загорається та падає в Мексиканську затоку. |                              |                       |                               |                         |
| 15 | «Тягар»                      | Меера Менон           | Ніколь Бетті & Джо Меноскай   | 19 березня 2021         |
| Карен шокована аварією, що сталася з Едом, і не може повернутися до норми навіть коли той повертається додому. Ед і Ґордо отримують догану від Моллі, незважаючи на прохання Гарольда та Марго про суворіше покарання. На базі «Джеймстаун» під час екскурсії Трейсі виявляє, що астронавти потай виготовляють алкоголь. Згодом вона починає пити й курити, почуваючись там зайвою, і командир забороняє їй давати інтерв'ю для Землі. В Моллі тим часом погіршується зір. Алейда отримує в NASA посаду інженера-новачка проєкту «Аполлон — Союз». Елен відвідує поетичне читання Пем у барі «Аванпост», що закінчується лесбійським сексом. Ґордо намагається подолати клаустрофобію та покращити фізичну форму. А на «Джеймстаун» відправлють партію вогнепальної зброї для захисту від радянців. |                              |                       |                               |                         |
| 16 | «Найкращі викладені плани»   | Меера Менон           | Джо Меноскай                  | 26 березня 2021         |
| Радянська делегація прибуває до США для планування проєкту «Аполлон — Союз», але заперечує кожну пропозицію з боку НАСА, та вимагає змінити назву на «Союз — Аполлон». Тим часом на Місяці астронавти відпрацьовують дії на випадок атаки радянців. Болдвіни спостерігають за запуском «Sea Dragon», який раніше показували наприкінці 1 сезону. Келлі цікавиться чому батьки удочерили саме її та починає писати автобіографію. Даніель та її колега-космонавт ведуть двох радянських космонавтів (Орлова та Алексєєва) до «Аванпосту», де вони спілкуються охочіше, ніж у формальній атмосфері. Алейда допомагає вдосконалити конструкцію стикувального вузла між «Аполлоном» і «Союзом», за якою обидва кораблі беруть однаково активну участь в стикуванні. Елен говорить Пем, що кохає її, і просить Ларрі про розлучення. Ґордо повідомляє новому чоловікові Трейсі, Сему, що має намір відвоювати її. Даніель та її колега прибувають у радянське «Зоряне містечко», де отримують несподівано суворий прийом з обшуком. |                              |                       |                               |                         |
| 17 | «Не будь жорстокою»          | Денні Гордон          | Ніколь Бетті                  | 2 квітня 2021           |
| Голова НАСА, Томас Пейн, вирушає в Корею на літаку, який збиває радянський винищувач. Загибель понад двохсот пасажирів напружує стосунки між двома державами. Еллен довідується, що її батько в лікарні через інфаркт. Він повідомляє дочці своє бажання аби вона мала дітей з Ларрі, не знаючи, що вона лесбійка. Еллен очолює НАСА та постає перед складними рішеннями щодо долі місячної бази й стосунків з СРСР. Марґо попереджає представника радянської делегації Сергія про фатальний недолік радянського шаттла «Буран», що може призвести до катастрофи. Келлі тим часом знаходить адресу свого справжнього батька. На Місяці Трейсі та інші астронавти озброюються та вирушають повернути захоплену раніше радянцями ділянку з покладами літію. Їм вдається захопити точку, де радянські астронавти вже почали вести розкопки. |                              |                       |                               |                         |
| 18 | «Ось вам»                    | Денні Гордон          | Рональд Д. Мур                | 9 квітня 2021           |
| Президент просить Еллен бути постійною керівницею НАСА. Вона конфліктує з Пем, вирішуючи, що для неї важливіше. На «Pathfinder» встановлені ракети, і екіпаж проводить випробування зброї. Денні та Карен кохаються, але вона каже йому, що все закінчилося. Келлі знаходить своїх рідних батька та зведену сестру, які працюють у ресторані, але не розкриває їм свою особу. «Буран» проявляє ту саму проблему ущільнювального кільця, що й американські човники. Працюючи над вирішенням цієї проблеми Марго та Сергій зближуються. Алейда бентежить Білла, який подає у відставку, розкриваючи йому особисту історію. Ґордо прибуває на Місяць і зустрічає там Трейсі. У Моллі діагностуть невиліковну глаукому, спричинену космічним випромінюванням, що вона намагається приховати. Американські астронавти знову зустрічають на своїй території радянців. Не зрозумівши намірів радянських астронавтів (вони діставали інструкцію), американці вбивають одного і ранять іншого. |                              |                       |                               |                         |
| 19 | «Сортування»                 | Серджіо Міміка-Гецзен | Бредлі Томпсон, Девід Віддл   | 16 квітня 2021          |
| Пораненого й непритомного радянського астронавта забирають на «Джеймстаун». СРСР спрямовує «Буран» на Місяць, щоб завадити можливій доставці на Місяць ядерної зброї. Насправді США відправляє на Місяць додатковий ядерний реактор на ракеті «Sea Dragon». У відповідь НАСА запускає «Pathfinder», даючи дозвіл атакувати у відповідь. Незважаючи на конфлікт, обидва корабля для місії «Аполлон-Союз» запущені. Карен зізнається в своєму перелюбі Еду. Моллі та Вейн сперечаються щодо ризикованого експериментального лікування глаукоми. Врешті-решт вона вирішує відмовитися від лікування. Пем, зрозумівши, що стала перешкодою для потенційної політичної кар'єри Елен, каже, що повертається до своєї колишньої дівчини. Двоє радянських космонавтів відвідують «Джеймстаун», щоб побачити постраждалого товариша та забрати останки іншого. Поранений астронавт отямлюється та повідомляє, що хоче перейти на бік американців. Та згодом перебіжчик здійснює диверсію, роблячи отвір у вікні, через що база втрачає повітря і один американський астронавт гине. Кілька озброєних радянців скориставшись цим проникають на «Джеймстаун». |                              |                       |                               |                         |
| 20 | «Непевність»                 | Серджіо Міміка-Гецзен | Метт Волперт, Бен Невіді      | 23 квітня 2021          |
| Через події на Місяці екіпажам «Аполлона-Союзу» пропонується відкласти стикування, на розчарування Даніелли. На Землі тим часом не знають, що «Джеймстаун» частково захоплено. Одного з астронавтів радянці схоплюють і вимагають обміняти його на свого астронавта. Ґордо і Трейсі вдається сховатися та надіслати на Землю сигнал. Еллен дізнається, що посланий на Місяць реактор призначений виробляти збройовий плутоній. Бійці з «Pathfinder» вступають у перестрілку з радянцями, в результаті гине кілька людей і пошкоджується система охолодження ядерного реактора «Джеймстауна». Ґордо і Трейсі планують полагодити реактор, виготовивши саморобні скафандри. Даніелла не виконує наказ відмовитись від місії «Аполлон-Союз», і астронавти США й СРСР нарешті зустрічаються одні з одними. Цей публічний жест дружби зменшує напругу на Землі. Тим часом «Pathfinder» і «Буран» ледь не запускають ракети один на одного на місячній орбіті, але Ед вирішує замість цього знищити «Sea Dragon». Трейсі і Ґордо рятують реактор від розплавлення, але гинуть від впливу вакууму на порозі бази. Президент Рейган вирушає для перемовин про примирення до Андропова. Радянці покидають «Джеймстаун». Згодом Сергій під примусом КДБ пропонує Марго якось зустрітися. Агенти КДБ на його сумніви відповідають, що Марго допоможе їм, сама про це не здогадуючись. У 1995 році людина ступає на поверхню Марса. |                              |                       |                               |                         |

### Третій сезон
| № серії | Назва серії              | Режисер(и)     | Сценарист(и)                 | Оригінальна дата виходу |
| --- | ------------------------ | -------------- | ---------------------------- | ----------------------- |
| 21 | «Полярис»                | Сара Бойд      | Метт Вулперт і Бен Недіві    | 10 червня 2022          |
| Настав 1992 рік. СРСР все ще існує, а термоядерна енергетика й космічний туризм стають буденністю. Карен розлучилася з Едом і разом із Семом Клівлендом керує орбітальною космічною станцією-готелем «Полярис». Ед і Даніель відвідують весілля Денні на «Полярисі» зі своїми новими дружинами. Тим часом Еллен балотується на пост президента США проти Білла Клінтона. Тепер США та СРСР змагаються за першість у висадці людини на Марс. Моллі, відповідає за програму астронавтів і мусить вибрати між Едом або Даніель, хто очолить експедицію на Марс. Марго керує NASA, і вона та Сергій таємно допомагають одне одному у космічних програмах своїх держав. Однак Марго не знає, що Сергій має наказ від свого радянського начальства розшукати певну інформацію. Після невдалого запуску ракети Північною Кореєю уламок влучає у двигун «Поляриса» і його стає неможливо вимкнути. Станція обертається дедалі швидше, що збільшує штучну гравітацію та загрожує розірвати «Полярис». Спроба вручну вимкнути двигун зазнає невдачі, починаються руйнування. Під час евакуації Ед виявляється поранений, Сем гине, але Денні самотужки виходить у космос і вимикає двигун, рятуючи «Полярис». |                          |                |                              |                         |
| 22 | «Зміна гри»              | Сара Бойд      | Девід Веддл і Бредлі Томпсон | 17 червня 2022          |
| Карен продає «Полярис» Дейву, власнику «Helios Aerospace», який хоче перетворити станцію на корабель для польоту на Марс. Між «Helios Aerospace» та NASA починається суперництво за першість у марсіанській місії. Моллі пропонує Еду командувати місією NASA, а Даніель взяти резервним командиром. Денні Стівенс каже Карен, що все ще кохає її. Вибір Моллі Еда на посаду командира розлючує Марго, яка звільняє Моллі та призначає замість неї Даніель. Ед обурює Даніель, натякаючи, що вона отримала роботу лише через свою расу та стать. Карен йде у «Helios Aerospace», щоб переконати Дейва, аби Ед очолив політ. Дейв погоджується, а також пропонує Карен роботу. Сенатор Еллен Вілсон оголошує губернатора Брегга, сенатора-євангеліста та антисцієнтолога, своїм кандидатом у президенти. Дейв виступає з несподіваною заявою, що запустить корабель «Фенікс», створений на базі «Поляриса», на два роки раніше, ніж очікувалося. Еда він представляє як командира місії. |                          |                |                              |                         |
| 23 | «Всі в справі»           | Венді Станцлер | Ніколь Бітті                 | 24 червня 2022          |
| Келлі повертається з Антарктиди і запитує Даніель про вакансію біолога в екіпажі місії NASA. Келлі погоджується її взяти. Карен пропонує Алейді роботу в «Helios Aerospace», але вона відмовляється і стає директором польотів NASA. Білл Штрауссер приєднується до «Helios Aerospace» як директор польотів. Денні заарештовують через п'яну витівку, що змушує Даніель відсторонити його від місії, але Ед домагається йому місця в команді «Фенікса». Денні змушений визнати свої проблеми перед дружиною Ембер. Сергій просить Марго передати проєкт ядерного двигуна NASA. Вона відмовляється, але КДБ шантажує її, погрожучи вбити Сергія. За два роки, в 1994, Еллен стала президентом Сполучених Штатів, і всі три місії вирушають на Марс — «Соджорнер-1» з «Джеймстауна», «Фенікс» з навколоземної орбіти та радянський «Марс-94» з «Байконура». |                          |                |                              |                         |
| 24 | «Щаслива долина»         | Венді Станцлер | Джо Меноскі                  | 1 липня 2022            |
| Під час польоту до Марса три кораблі змагаються за першість у досягненні Марса. Несподівано «Соджорнер-1» розгортає сонячні вітрила, що дає йому фору в кілька днів. На Землі Дейв розлючений і наполягає, що першість — це головне, змушуючи своїх співробітників знайти спосіб доставити «Фенікс» до Марса раніше за інших. До того ж виявляється, що свій зонд на Марс несподівано запустила кількома тижнями раніше Північна Корея. Еллен відвідує NASA для переговорів. Екіпаж «Марса-94» підвищує потужність своїх двигунів, що спричиняє їхнє розплавлення та відхилення від курсу. Ед наполягає на допомозі радянській команді, але його відхиляє Дейв, який блокує керування «Феніксом». «Соджорнер-1» відгукується на сигнал лиха. Під час рятувальної місії з евакуації екіпажу паливний бак «Марса-94» вибухає. «Марс-94» тараниться в «Соджорнер-1», вбиваючи двох астронавтів і одного космонавта. |                          |                |                              |                         |
| 25 | «Сім хвилин страху»      | Ендрю Стентон  | Сабріна Алмейда              | 8 липня 2022            |
| Екіпажі «Соджорнера-1» і «Марса-94» запускають своїх загиблих товаришів у космос. Марго вимагає зустрічі з Сергієм у обмін на допомогу радянським космонавтам. Сергій розповідає, що його катувало КДБ і погрожувало його родині. Марго обіцяє забрати його в США назавжди. Екіпаж «Фенікс» повертає контроль над «Геліосом» і продовжує політ до Марса. «Соджорнер-1» забирає паливо з «Марса-94» і теж вирушає до Марса. Карен звільняється з «Helios Aerospace» через відмову Дейва допомогти росіянам. Алейда виявляє, що російські двигуни є копіями американських і підозрює, що в NASA є шпигун. «Фенікс» прибуває до Марса майже одночасно з «Соджорнером-1», але висадці заважає пилова буря. При спробі посадки, що триває сім хвилин, Ед вирішує повернутися на «Фенікс», щоб не ризикувати екіпажем. Даніель же садить «Соджорнер-1» на Марс, попри погану видимість. Радянський командир Кузнєцов самовільно намагається ступити на Марс першим, але Даніель наздоганяє його і обоє ступають одночасно, після чого починають боротися. |                          |                |                              |                         |
| 26 | «Новий Едем»             | Ендрю Стентон  | Стефані Шеннон               | 15 липня 2022           |
| «Соджорнер-1» виявляється пошкодженим при посадці, тому не може злетіти. «Фенікс» садить своїх астронавтів на Марс і погоджується забрати екіпаж «Соджорнера-1». Та тепер астронавтам доводиться заощаджувати воду, бо місія на Марсі триватиме зе два роки. Астронавт Вілл Тайлер розповідає в ефірі, що він гей, і хвилюється, що Роланд може заразитися від нього ВІЛ. Це спричиняє суперечки щодо позбавлення його військового звання. Вілл міркує, що на Марсі можна побудувати нове суспільство, вільне від упереджень, «Новий Едем». Еллен видає наказ, згідно з яким жоден військовослужбовець США не може бути примушений розкривати свою сексуальність, в Вілла відправлять у відставку після повернення на Землю. Карен повертається до «Helios Aerospace» на посаду головного операційного директора. Тим часом радянська влада за допомогою зонда виявила рідку воду на Марсі та укладає з «Helios Aerospace» таємну угоду про її видобуток. Келлі та Олексій займаються сексом. Денні травмується під час буріння, а потім дізнається про сумніви батька в його придатності для місії. Марго просить американських військових допомогти Сергію втекти. |                          |                |                              |                         |
| 27 | «Пригальмуй»             | Ден Лю         | Ніколь Бітті                 | 22 липня 2022           |
| Команда «Helios Aerospace» знаходить місце для видобутку води на Марсі спільно з радянськими фахівцями. Сергій повертається в Радянський Союз, кажучи, що можливо вже не побачиться з Марго. Еллен дізнається, що її чоловіка Ларрі кохає помічник із Білого дому та побоюється, що це вдарить по її кар'єрі. Вона відвідує Пем, яка, за словами Ларрі, покинула Еллен заради кар'єри. На марсіанській базі готуються розпочати буріння до водного горизонту, але пристрасть Денні до наркотиків дається взнаки — в нього чергується дратівливість і загальмованість. Ед усуває Денні від місії з буріння. Келлі побоюється, що буріння нашкодить місцевому життю, тому наполягає на повторному обстеженні геологічних зразків. Алейда починає підозрювати, що Марго передала в СРСР проєкт атомних двигунів. Джиммі — син Гордо та Трейсі, разом з подругою Санні викрадають картку доступу НАСА. Пізніше Санні та її друзі користуються карткою, щоб викрасти статую Гордо та Трейсі, яку вони вважають неправдивою. Денні вимикає зв'язок бази з буровою командою, бур через це ламається і ранить Еда й Ізабель, а потім призводить до обвалу скелі. Астронавти опиняються під її уламками. |                          |                |                              |                         |
| 28 | «Піски Ареса»            | Ден Лю         | Джо Меноскі та Ерік Філліпс  | 29 липня 2022           |
| Через обвал двоє астронавтів, Нік та Ізабель, загинули, а Олексій та Луїза змушені повертатися на базу пішки. Поранений Ед і Денні опиняються застряглими в повітряному шлюзі. Денні впадає в песимізм, тоді як Ед підозрює про його проблеми з наркотиками. Екіпаж «Фенікса» фіксує їхній радіомаячок і посилає рятувальну групу. США та СРСР спільно розробляють спосіб дістатися до потерпілих, пробивши вхід у порожній лавовий тунель. Олексій із Луїзою дістаються до бази «Фенікса». Олексій помирає під час переливання крові від Келлі. Маяковський зауважує, що Келлі вагітна. Тайлер і Баранов пробивають вибухом шлях до Еда з Денні та забирають їх до себе. Еллен каже Пем, що любила її все життя, а Джиммі сперечається з Карен щодо Денні. |                          |                |                              |                         |
| 29 | «Повернення додому»      | Крейг Зіск     | Девід Веддл і Бредлі Томпсон | 5 серпня 2022           |
| Минуло 5 місяців, група на Марсі розчищає завалену базу та виробляє паливо для повернення на «Фенікс». Стикувальна система виявляється зламана, тому Даніель і Кузнєцов їдуть за 89 км, щоб добути сумісну плату з зонда Корейської Народної Республіки. Алейда та Білл погоджуються, що Марго, ймовірно, передала СРСР креслення двигуна. Білл доповідає про це в ФБР. В уряді США обговорюють недоцільність подальших польотів на Марс. Дейв планує збудувати новий корабель «Каліпсо» для швидкої колонізації Марса. Рада директорів «Helios Aerospace» вирішує замінити Дейва на посаді генерального директора на Карен і продати «Фенікс» NASA. Щоб запобігти політичній кризі з Ларрі, та відвести від нього підозри, Еллен каже на прес-конференції, що вона лесбійка. Келлі втрачає свідомість через симптоми вагітності. Озброєний корейський астронавт на місці зонду погрожує Даніель і Кузнєцову. |                          |                |                              |                         |
| 30 | «Чужинець у чужій землі» | Крейг Зіск     | Метт Волперт і Бен Невіді    | 12 серпня 2022          |
| 8 лютого 1995 року до Марса, раніше за США та СРСР, дістається північнокорейський корабель під виглядом зонда. При посадці виживає лише один з екіпажу, Лі Джун-ґіл, але не може встановити зв'язок із Землею. Він намагається вижити якомога довше та веде дослідження околиць у надії, що колись його записи знайдуть. Коли Лі Джун-ґіл думає застрелитися, то помічає Даніель і Кузнєцова. Ті відбирають у корейця пістолет і забирають із собою, взявши з корабля обладнання. Віцепрезидент Брегґ каже Еллен, що вона має піти у відставку, щоб уникнути імпічменту. Еллен повертається до Пем. Марго попереджають, що ФБР підозрює її в державній зраді. Сергію та його родині допомагають втекти до США. Через погіршення здоров'я Келлі доводиться негайно покинути Марс. Ед відправляє Келлі в космос на посадковому модулі, а далі їй доводиться летіти до «Фенікса» самій за допомогою портативного двигуна, оскільки бракує пального. Ед повертає модуль на Марс, хоча і пошкоджує його. Пізніше Келлі народжує на борту «Фенікса». Після того, як розкривається, що в аварії при бурінні винен Денні, жителі бази відправляють його жити в розбиту корейську капсулу. Друзі Джиммі організовують вибух біля космічного центру Джонсона, вбиваючи Карен і Моллі. У 2003 році Марго живе в Москві. |                          |                |                              |                         |

### Четвертий сезон
| № серії | Назва серії                 | Режисер(и)           | Сценарист(и)                             | Оригінальна дата виходу |
| --- | --------------------------- | -------------------- | ---------------------------------------- | ----------------------- |
| 31 | «Гласність»                 | Лукас Еттлін         | Метт Волперт і Бен Недіві                | 10 листопада 2023       |
| У 2003 році марсіанська база «Щаслива Долина» значно розширилася. СРСР перетворився на дружню до Заходу державу і переживає розквіт економіки. На орбіту Марса транспортують астероїд для видобутку з нього копалин. Місією керує Ед Болдвін, він командує американо-радянським екіпажем. Під час стикування космічного корабля «Рейнджер» з астероїдом стається аварія, радянський космонавт гине. Марго проживає в СРСР і, дізнавшись про аварію, намагається зв'язатися з «Роскосмосом», але отримує відмову. Келлі Болдвін живе на Землі з сином, не бачачи Еда. Алейда все ще керує космічними місіями, страждаючи від нападів паніки через минулий теракт у Космічному центрі Джонсона. Безробітний нафтовик Майлз Дейл подає заявку на роботу на Місяці, але потім погоджується вирушити на Марс за більшу зарплатню. Нова адміністратор NASA просить Даніель Пул повернутися на Марс через аварію на астероїді. Даніель погоджується, і вона з Майлзом покидають Землю. В Еда Болдвіна тремтять руки, коли він переглядає фото своєї кар'єри. |                             |                      |                                          |                         |
| 32 | «Гарного марсіанського дня» | Лукас Еттлін         | Девід Веддл і Бредлі Томпсон             | 17 листопада 2023       |
| Даніель і Майлз прибувають на Марс, де Майлза через аварію на астероїді призначають різноробочим у підземних тунелях. Йому довго не вдається зв'язатися з родиною, залишеною на Землі, а платня виявляється меншою, ніж удома. Даніель запитує про причини проблем зі зв'язком. Ед пояснює їй, що на Землі наказали чекати нового супутника замість намагатися полагодити старий. Келлі скорочують фінансування досліджень із пошуки життя на Марсі. Вона зустрічається з Алейдою, яка планує отримати альтернативне фінансування. Після ремонту комунікацій на Марсі більшість команди насолоджується прямими трансляціями спортивних змагань, а Майлза знайомлять із підпільним продажем алкоголю. У Радянському Союзі Марго помічає незрозумілі зміни: по телевізору транслюють балет «Лебедине озеро», телефонний зв'язок зникає. Намагаючись дізнатися в чому справа, Марго виходить на вулицю, де її заарештовують як учасницю заворушень. |                             |                      |                                          |                         |
| 33 | «Ведмежі обійми»            | Ден Лю               | Ендрю Блек                               | 22 листопада 2023       |
| Майлз користується своєю карткою доступу, щоб допомогти власникові підпільного бару залучити нових клієнтів. Марго допитують і вона дізнається, що Горбачова усунено від влади і СРСР очолив член політбюро Фьодор Корженко. Келлі та Алейда пропонують свій проєкт із пошуку марсіанського життя багатьом компаніям, але жодна з них не зацікавлена. Вони вирушають до Дейва, колишнього генерального директора «Helios Aerospace», який спочатку також відмовляє їм, але потім бачить у пропозиції взаємну вигоду. Тремтіння рук Еда заважає йому завершити маневр, але йому допомагає другий пілот. Коли вона скаржиться на біль, Ед показує їй свою незаконну ферму марихуани в теплиці. Майлз спричиняє поломку на базі, а потім проникає на територію корейців, щоб викрасти деталь для ремонту. Він знайомиться з корейцем, який стає клієнтом підпільного бару. Марго після тортур доставляють на пустир, де нова керівниця «Роскосмосу» Морозова пропонує працювати з нею. |                             |                      |                                          |                         |
| 34 | «Розділений дім»            | Ден Лю               | Сабріна Алмейда                          | 1 листопада 2023        |
| У «Щасливій Долині» радянська космонавт Світлана поранила колегу під час сварки щодо зміни влади в СРСР. У нього були зв'язки в керівництві, тому Роскосмос вимагає, щоб Світлану повернули на Землю для суду, як це дозволено Марсіанським договором. NASA та Даніель намагаються не допустити цього, підвищуючи напруженість між супердержавами. Майлз відправляє дочці марсіанський, і ювелір платить родині за нього 5000 доларів. Дружина Майлза пропонує систематично на цьому заробляти. Майлз наодинці вирушає збирати каміння, проте випадково падає в ущелину. Астронавтка Саманта рятує його. Марго переглядає радянський звіт про аварію з астероїдом і виявляє, що болти, виготовлені Роскосмосом, були неналежної якості, про що автор звіту знав, але замовчував. Це призводить до того, що автора звіту забирає КДБ. Ед востаннє благає залишити Світлану на Марсі, але пропонується компромісна угода про відправлення її до Індії замість СРСР. Ед проводить її до шлюзу повз розлючених робітників. |                             |                      |                                          |                         |
| 35 | «Золотоволоска»             | Сильвейн Вайт        | Джован Робінсон                          | 8 грудня 2023           |
| Нещодавно виявлений астероїд Золотоволоска пролетить повз Марс. Вимірювання щільності показують, що він містить велику кількість металів, особливо іридію. Президент США Гор присвоює відкриття астероїда собі, що спричиняє глум опонентів і обурення радянських політиків. Команда «Щасливої Долини» повинна перевести астероїд на орбіту Марса та почати видобуток іридію, більшість якого поки що добуває на Землі СРСР. Таємний видобуток марсіанського каміння Майлзом викривається, Майлзу призначають нижчу посаду. Дейв вирішує назавжди полетіти на Марс, залишивши Алейду керувати корпорацією «Helios Aerospace». Він погоджується взяти з собою Келлі та її хворого сина, якому на Марсі буде легше. Під час навчальної місії член екіпажу бачить тремтіння Еда Болдвіна та повідомляє про це Даніель. Вона усуває Еда від участі в подальших польотах. Серія спогадів показує візити Даніель до вигнаного Денні, поки той не покінчив життя самогубством на поверхні Марса. |                             |                      |                                          |                         |
| 36 | «Ленінград»                 | Сильвейн Вайт        | Ерік Філіпс                              | 15 грудня 2023          |
| У Росії відбувається зустріч щодо розробки копалин на астероїді Золотоволоска. Марго спостерігає за нею по відео та помічає Алейду серед присутніх. Алейда критикує плани США й СРСР, показуючи, що видобуток копалин на орбіті Марса потребує величезних витрат, які окупляться через десятки років. У кулуарних дискусіях за участю США, «Helios Aerospace» і Радянського Союзу команда фахівців придумує доставити астероїд на Землю замість Марса. Це дозволить окупити проєкт вже за 5 років. Марго погоджується працювати в ньому безпосередньо з Алейдою. Зустрівши її, Алейда спочатку щаслива, але розчарована тим, що Марго вважали загиблою, а вона стала працювати на СРСР. На Марсі Ед викриває підпільну торгівлю алкоголем. Майлз втрачає свою частку від цього, проте отримує допомогу від корейців. Ед дізнається, що все ще є менеджером «Helios Aerospace», чим користується задля розголошення змін у оплаті праці. Команда «Щасливої Долини» оголошує страйк. На Землі Марго представляють громадськості як керівницю радянської програми захоплення астероїда. |                             |                      |                                          |                         |
| 37 | «Перетинаючи межу»          | Майя Врвіло          | Бредлі Томпсон і Ендрю Блек              | 22 грудня 2023          |
| Переговори між США та СРСР не дали очікуваних результатів, ситуацію ускладнює страйк робітників на Марсі. НАСА і РОСКОСМОС наказують своїм космонавтам і астронавтам запустити виробництво палива в «Щасливій долині». Але страйкарі забрали скафандри, тому група людей пробирається на завод підземним тунелем. Однак, місія завершується вибухом і смертю одного з працівників. Марго наказують повернутися до США для завершення планів захоплення астероїдів. Їй гарантують дипломатичний імунітет, проти чого виступає Алейда. Дейв, Келлі та Алекс прибувають на Марс. НАСА заміщає колишніх військових членів екіпажу на Марсі та готує збройне захоплення контролю. Дейв пропонує декілька поступок страйкарям за рахунок корпорації «Helios Aerospace», і вони погоджуються продовжити працювати. Марго прибуває до Г'юстона, попри те, що її сприймають як зрадницю. Дейв пропонує Еду викрасти астероїд і будувати на Марсі самостійне поселення. |                             |                      |                                          |                         |
| 38 | «Спадщина»                  | Майя Врвіло          | Бредлі Томпсон і Девід Веддл             | 29 грудня 2023          |
| Сергій, який працює вчителем фізики в США, отримує звістку, що Марго жива і повернулася до США. Він просить Алейду влаштувати йому зустріч із Марго. Ед неохоче погоджується піклуватися про Алекса протягом трьох днів, поки Келлі вирушає до кратера Корольова. Дейву вдається забезпечити місце Саманті на місії в польоті до астероїда, щоб здійснити диверсію та вивести астероїд на орбіту Марса. Коли необхідний пристрій, «дискримінатор», випадково загубився, Ед відправляє Алекса дістати його. Алейда дає Марго зашифровану записку, завдяки якій Марго зустрічається з Сергієм у ресторані. Він попереджає її не повертатися до Радянського Союзу, розповідаючи, що її роботодавиця, глава Роскосмосу багато років тому організувала їхню зустріч з політичною метою, зруйнувавши їхні життя. |                             |                      |                                          |                         |
| 39 | «Бразилія»                  | Серхіо Міміка-Геззан | Девід Веддл, Бредлі Томпсон і Кейт Бернс | 5 січня 2024            |
| Саманта ламає дискримінатор, щоб отримати привід замінити його на борту «Рейнджера» на такий, що підконтрольний команді Дейва. Корейці обіцяють підтримати операцію з виведення астероїда на орбіту Марса. На борту північнокорейського модуля знаходять американський шпигунський пристрій, і північнокорейці вимагають від Даніель почати розслідування та випадково викривають Майлза Дейла як підозрюваного. Сергій, Алейда та Марго вечеряють, обговорюючи плани прискорити отримання прибутків від розробки астероїда. Потім Сергій пропонує Марго втечу до Бразилії для допомоги в тамтешній космічній програмі. Керівники NASA та Роскосмосу знаходять кілька деталей, що негайно змушує співробітників ЦРУ та КДБ в «Щасливій Долині» почати розслідування. Корейський командир Чо шпигує за Майлзом і з'ясовує, що той має стосунок до контрабанди. Його спільники з ЦРУ та КДБ, Майк і Тимур, жорстоко допитують Майлза, підозрюючи його в організації минулого вибуху. Ед розповідає Келлі про свої страхи перед відставкою, а Келлі запитує про його роботу з Дейвом. Чо досліджує передатчик, створений командою Дейва, але його задушує Лі, що співпрацює з Дейвом, і стає новим командиром північнокорейської частини бази. Сергія застрелюють, а його смерть обставляють як самогубство. |                             |                      |                                          |                         |
| 40 | «Перебудова»                | Серхіо Міміка-Геззан | Метт Волперт і Бен Недіві                | 12 січня 2024           |
| На Марсі працівник «Helios Aerospace» Френк Таттл знаходить на місці колишньої північнокорейської капсули пістолет і потай забирає його. На Землі Марго здивована раптовою появою Ірини Морозової в Г'юстоні. Алейда оглядає номер мотелю Сергія, де дізнається про його смерть і розповідає про це Марго. Майлза продовжують допитувати, його родині погрожують покаранням за контрабанду каміння. Майлз зізнається їм, що відвідував таємний комунікаційний центр, звідки через зламаний дискримінатор ведеться таємний контроль «Рейнджера». Тоді командування встановлює новий дискримінатор. Однак група Дейва встановлює контакт із Самантою і запускає запасний план. Саманта виходить у скафандрі за борт корабля, щоб вручну продовжити роботу двигунів «Рейнджера» та вивести пристикований до нього астероїд на орбіту Марса. У Г'юстоні тим часом готують інший план, пишучи програму, що дистанційно вимкне двигуни корабля в потрібний час. Палмер бореться проти Саманти, щоб вручну вимкнути двигуни, але їй вдається відкинути Палмера в останню мить. Астероїд опиняється на орбіті Марса. Алейду підозрюють у написанні хибної програми, але Марго бере вину на себе, щоб дискредитувати Морозову, яка опиняється під слідством у СРСР. Майлза визволяють, що провокує бунт проти сил безпеки Марса. Під час бійки Френк випадково стріляє в Даніель, поранивши її. Дружина Лі прибуває на Марс разом із північнокорейськими біженцями. Даніель повертається на Землю, де зустрічає свою родину та новонародженого онука. Викрадення Дейвом астероїда стає сенсацією та зближує США й СРСР. У 2012 році Дейв дивиться з кратера Корольова на Златовласку, на які тепер розташований гірнично-видобуваний комплекс «Станція Кузнєцова». |                             |                      |                                          |                         |

## Акторський склад
| Актор              | Роль             | Примітки            |
| ------------------ | ---------------- | ------------------- |
| Юель Кіннаман      | Едвард Болдвін   | головний персонаж   |
| Майкл Дорман       | Ґордо Стівенс    | головний персонаж   |
| Ренн Шмідт         | Марґо Медісон    | головний персонаж   |
| Сара Джонс         | Трейсі Стівенс   | головний персонаж   |
| Шантель Вансантен  | Карен Болдвін    | головний персонаж   |
| Джоді Бальфур      | Еллен Веверлі    | головний персонаж   |
| Тобі Кеббелл       | Майлз Дейл       | головний персонаж   |
| Кріс Аґос          | Базз Олдрін      | історичний персонаж |
| Метт Батталія      | Джон Гленн       | історичний персонаж |
| Кріс Бауер         | Дональд Слейтон  | історичний персонаж |
| Джефф Бренсон      | Ніл Армстронг    | історичний персонаж |
| Ден Донохуе        | Томас О. Пайн    | історичний персонаж |
| Колм Фіоре         | Вернер фон Браун | історичний персонаж |
| Райан Кеннеді      | Майкл Коллінз    | історичний персонаж |
| Ерік Ладін         | Джин Кранц       | історичний персонаж |
| Стівен Притчард    | Чарлз Піт Конрад | історичний персонаж |
| Ребекка Вісокі     | Мардж Слейтон    | історичний персонаж |
| Тайт Блюм          | Шейн Болдуін     | гостьовий персонаж  |
| Артуро Дель Пуерто | Октавіо Розалес  | гостьовий персонаж  |
| Ной Гарпстер       | Білл Штрауссер   | гостьовий персонаж  |
| Крис Маршалл       | Даніель Пул      | гостьовий персонаж  |
| Трейсі Малхолланд  | Глорія Седжвік   | гостьовий персонаж  |
| Дейв Пауер         | Френк Седжвік    | гостьовий персонаж  |
| Олівія Трухільо    | Алеїда Розалес   | гостьовий персонаж  |
| Мейсон Темз        | Денні Стівенс    | гостьовий персонаж  |
| Соня Волгер        | Молі Кобб        | гостьовий персонаж  |

## Виробництво

### Розробка
За словами Рональда Д. Мура, ідея для сюжету серіалу виникла коли він обідав з колишнім астронавтом НАСА Гарреттом Рейсманом. Під час тієї зустрічі вони обговорювали що могло статись, якби СРСР висадив людину на Місяць скорше ніж США.
15 грудня 2017 року було оголошено, що компанія Apple замовила виробництво одного сезону серіалу. Його виконавчими продюсерами стали Рональд Д. Мур, Метт Волперт, Бен Недіві та Меріл Девіс. Виробництво серіалу відбувалося компаніями Tall Ship Productions та Sony Pictures Television. 5 жовтня 2018 року було оголошено, що серіал отримав офіційну назву «Заради всього людства».

### Кастинг
У серпні 2018 року було оголошено, що Юель Кіннаман, Майкл Дорман, Сара Джонс, Шантель Вансантен та Вренн Шмідт отримали головні ролі. А Ерік Ладін, Артуро Дель Пуерто та Ребекка Вісокі будуть грати у якості гостьових персонажів. 5 жовтня 2018 року було додатково повідомлено, що Джоді Бальфур також отримала головну роль у серіалі.

### Зйомки
Фільмування серіалу розпочались у серпні 2018 року в Лос-Анджелесі. У березні 2019 року газета «Нью-Йорк таймс» повідомила, що фільмування завершилося.

## Оцінки й відгуки
Серіал зібрав 92 % позитивних рецензій кінокритиків на агрегаторі Rotten Tomatoes. На IMDb середня оцінка глядачів склала 8,1 з 10.
Шеннон Міллер з «Collider» писала: «Магія „Заради всього людства“ полягає в тому, що, граючи як на нашому хвилюванні щодо майбутнього, так і на нашій ностальгії за минулими десятиліттями, вона ґрунтується на, здавалося б, фантастичних досягненнях космічної програми, змушуючи ці досягнення відчуватися як наші досягнення». Відзначалося, що серіал багато уваги приділяє емоційним деталям. Хоча в другому сезоні ширше використовуються технології дипфейку, щоб оживити Рональда Рейгана та Джонні Карсона, цей прийом швидше відволікає, ніж сприяє достовірності.
За словами Стіва Ґріна з «IndieWire», «Заради всього людства» використовує особливу, впізнавану естетику ретрофутуризму. Вигляд космічних баз, комп'ютерів «витягує» серіал там, де дії персонажів виявляються нелогічними чи непереконливими. Серіал характеризувався як такий, що «коливається між оперною сагою про дослідження Місяця та невеликою сімейною драмою в кімнатах прийняття рішень Космічного центру Джонсона та будинках, що знаходяться в межах доїзду». Згідно з рецензією, «Заради всього людства» загалом вміло використовує відхилення від дійсної історії, але вчинки деяких менш важливих персонажів виглядають більш значними, ніж інших, важливіших. Серіалу ще потрібно відкалібрувати цей свій аспект.
Згідно з AV.Club, четвертий сезон втратив те, що робило попередні сезони цікавими. З нього зникло відчуття невідкладності, терміновості рішень, попри те, що багато подій відбуваються на Марсі. Історії знайомих персонажів продовжуються, та вже не так захоплюють. Оскільки хронологія альтернативної історії четвертого сезону найближча до сьогодення, втрачається ностальгія за 1970—1980-ми роками і неясно куди тепер прямує серіал.